# Lưu Văn Tĩnh
Lưu Văn Tĩnh (chữ Hán: 劉文靜; 568–619), tự Triệu Nhân (肇仁), hiệu là Lỗ công (魯公), là một chính trị gia và từng giữ chức Tể tướng dưới thời nhà Đường. Ông vốn là quan phục vụ dưới thời nhà Tùy và là một trong những người ra sức thuyết phục tướng Lý Uyên nổi dậy chống lại Tùy Dạng Đế. Ông đã hỗ trợ Lý Uyên trong việc kiến lập triều Đường và trở thành một trong những công thần khai quốc đầu tiên của triều đại này. Sau khi Lý Uyên trở thành hoàng đế, ông đã hậu đãi và phong tước cho Bùi Tịch rất nhiều trong khi Lưu Văn Tĩnh dù cũng có công lao nhưng chức quan lại không cao bằng Bùi Tịch; chính điều này đã khiến Lưu Văn Tĩnh trở nên phẫn uất. Lưu Văn Tĩnh sau đó gọi pháp sư đến nhà để xem thiên văn, nhưng ông đã bị xử tử sau khi Lý Uyên phát hiện ra chuyện này.

## Thân thế
Theo như những gì chính Lưu Văn Tĩnh nói, thì tổ tiên của ông vốn ở Bành Thành (彭城, nay thuộc Từ Châu, Giang Tô), nhưng sau đó chuyển đến sống ở khu vực Trường An. Ông nội của Lưu Văn Tĩnh là Lưu Ý (劉懿) vốn giữ chức Thứ sử thời Bắc Chu, còn cha ông Lưu Thiều (劉韶) phục vụ trong quân đội nhà Tùy và sau đó đã chết trong một trận đánh. Lưu Văn Tĩnh được kế tục chức vụ của cha và vào cuối thời Tùy Dạng Đế, ông giữ chức Tấn Dương lệnh (Thái Nguyên, Sơn Tây) và là bạn thân của Tấn Dương cung giám Bùi Tịch.

## Tham gia khởi nghĩa cùng với Lý Uyên
Năm 616, lúc Đường quốc công Lý Uyên được giao nhiệm vụ trấn giữ Thái Nguyên, Lưu Văn Tĩnh nhận ra tham vọng của Lý Uyên nên hai người đã kết giao, nhưng người ông ấn tượng hơn cả chính là con trai của Lý Uyên, Lý Thế Dân, và thường so sánh Lý Thế Dân với Hán Cao Tổ và Tào Tháo trong những lần trò chuyện với Bùi Tịch. Năm 617, lúc Lý Mật tăng cường các hoạt động tấn công các khu vực gần Đông Đô Lạc Dương và được quân khởi nghĩa tôn là Ngụy công thì Lưu Văn Tĩnh, người có liên hệ với Lý Mật vì gia đình hai bên là thông gia, đã bị bắt và nhốt vào ngục theo lệnh của Tùy Dạng Đế. Khi Lý Thế Dân đến thăm Lưu Văn Tĩnh trong ngục, ông đã nói rõ cho Lý Thế Dân tường tận về tình hình rối ren của triều Tùy và đồng thời khuyên cậu hãy tận dụng thời cơ để dấy binh khởi nghĩa. Lý Thế Dân đồng ý và bắt đầu lên kế hoạch khởi nghĩa, nhưng ban đầu ông vẫn còn dè dặt chưa báo cho cha mình là Lý Uyên biết. Vì Lý Uyên có quan hệ mật thiết với Bùi Tịch, Lưu Văn Tĩnh đã khuyên Lý Thế Dân cho người bạn đồng liêu của mình là Cao Bân Liêm (高斌廉) đánh bạc với Bùi Tịch và vờ thua ông ta, qua đó Lý Thế Dân có thể dần trở nên thân thiết với Bùi Tịch rồi sau đó thông báo cho ông ta về kế hoạch khởi nghĩa của mình. Lưu Văn Tĩnh cũng tự mình thuyết phục Bùi Tịch và cũng nói rõ với Bùi Tịch là vì ông đã để cho Lý Uyên thông gian với nữ quan tại Tấn Dương cung nên nếu chuyện bại lộ ra thì cả Bùi Tịch cũng khó giữ được tính mạng và thêm vào đó, Tùy Dạng Đế cũng đã nghi ngờ Lý Uyên sẽ lật đổ minh vì lời sấm "Lý thị đương vương" lan truyền khắp nơi. Bùi Tịch đồng ý và ông đến thuyết phục Lý Uyên rồi nói rõ cái lợi của việc khởi nghĩa. Lý Uyên sau đó nhờ Lưu Văn Tĩnh làm giả chiếu lệnh nói là Tùy Dạng Đế sẽ viễn chinh đánh Cao Câu Ly nên những tráng niên trong độ tuổi từ 20 đến 50 đều phải nhập ngũ (trước đó Tùy Dạng Đế đã có ba cuộc viễn chinh tiến công Cao Câu Ly), chiếu lệnh giả này nhằm mục đích là khiến lòng người loạn lên và tạo thời cơ tốt cho Lý Uyên khởi nghĩa.
Khi Lý Uyên chuẩn bị khởi nghĩa vào mùa xuân năm 617, quận thừa Vương Uy (王威) và võ nha lang tướng Cao Quân Nhã (高君雅) bắt đầu nghi ngờ những hành động của ông. Lưu Văn Tĩnh đã nghĩ ra một kế đó là cho vời Vương Uy và Cao Quân Nhã đến phủ của Lý Uyên để bàn kế chống lại quân Đột Quyết và nhân lúc đó Lưu Chính Hội sẽ buộc tội Vương Uy và Cao Quân Nhã cấu kết với giặc.